# Рогізна (річка)
Рогізна — річка в Україні, у Сумському районі Сумської області. Права притока Олешні (басейн Дніпра).

## Опис
Довжина річки приблизно 8 км.

## Розташування
Бере початок на південно-західній околиці Васюківщини. Тече переважно на північний схід через Северинівку, понад селищем Рогізне і в Руднівці впадає у річку Олешню, праву притоку Псла. 
Біля витоку річки пролягає автомобільна дорога Р44.